# Тирговіште (Тіміш)
Тирговіште (рум. Târgoviște) — село у повіті Тіміш в Румунії. Входить до складу комуни Балінц.
Село розташоване на відстані 368 км на північний захід від Бухареста, 46 км на схід від Тімішоари.

## Населення
За даними перепису населення 2002 року у селі проживала 391 особа.
Національний склад населення села:
| Національність | Кількість осіб | Відсоток |
| -------------- | -------------- | -------- |
| румуни         | 372            | 95,1%    |
| угорці         | 19             | 4,9%     |

Рідною мовою назвали:
| Мова      | Кількість осіб | Відсоток |
| --------- | -------------- | -------- |
| румунська | 372            | 95,1%    |
| угорська  | 19             | 4,9%     |